# Hôtel Fontfreyde (Montferrand)
Pour les articles homonymes, voir Hôtel Fontfreyde (homonymie).
L'hôtel Fontfreyde  dit maison de Lucrèce est un  monument historique situé rue Jules-Guesde, dans le quartier de Montferrand, à Clermont-Ferrand et datant du XVIe siècle. Il ne doit pas être confondu avec l'hôtel Fontfreyde, devenu centre photographique, situé rue des Gras, également à Clermont-Ferrand.

## Historique
L'hôtel Fontfreyde, également appelé maison de Lucrèce, prénom de l'épouse du propriétaire, situé à Montferrand a été construit au XVIe siècle par Pierre de Fontfreyde, qui fut nommé conseiller à la cour des aides en décembre 1557.
L'hôtel a été classé monument historique le 18 mars 1920.

## Décor architectural
Sur les linteaux de la porte de la tourelle d'escalier et celui d'une autre porte située au fond de la cour, sont sculptées les armes de la famille Fontfreyde.  
Trois médaillons sont situés sur la face sud de l'aile nord de la maison, au-dessus de l'arc du rez-de-chaussée, dont celui du milieu représente une Lucrèce se perçant le sein.